# Codex Petropolitanus Purpureus
Codex Petropolitanus Purpureus designado N ou 022 (Gregory-Aland), ε 19 (von Soden), é um manuscrito uncial grego dos quatro evangelhos, datado pela paleografia para o século 6.
O Códex Petropolitanus Purpureus, junto com os manuscritos Φ, O, e Σ, pertence ao grupo do Unciais Purpúreo. O manuscrito é muito lacunose.

## Descoberta
Contem 231 fólios dos quatro Evangelhos (32 x 27 cm). Escrito em duas colunas por página, em 16 linhas por página. O nomina sacra curto, escrito em ouro (ΙΣ, ΘΣ, ΚΣ, ΥΣ, et ΣΩΤΗΡ).
Ele contém as κεφαλαια, κεφαλαια, τίτλοι, as seções amonianas e os cânones eusebianos.

## Lacunas
Evangelho de Mateus
1,1-24 ; 2,7-20 ; 3,4-6,24 ; 7,15-8,1 ; 8,24-31 ; 10,28-11,3 ; 12,40-13,4 ; 13,33-41 ; 14,6-22 ; 15,14-31 ; 16,7-18,5 ; 18,26-19,6 ; 19,13-20,6 ; 21,19-26,57 ; 26,65-27,26 ; 26,34-fin ;
Evangelho de Marcos
1,1-5,20 ; 7,4-20 ; 8,32-9,1 ; 10,43-11,7 ; 12,19-24,25 ; 15,23-33 ; 15,42-16,20 ;
Evangelho de Lucas
1,1-2,23 ; 4,3-19 ; 4,26-35 ; 4,42-5,12 ; 5,33-9,7 ; 9,21-28 ; 9,36-58 ; 10,4-12 ; 10,35-11,14 ; 11,23-12,12 ; 12,21-29 ; 18,32-19,17 ; 20,30-21,22 ; 22,49-57 ; 23,41-24,13 ; 24,21-39 ; 24,49-fin ;
Evangelho de João
1,1-21 ; 1,39-2,6 ; 3,30-4,5 ; 5,3-10 ; 5,19-26 ; 6,49-57 ; 9,33-14,2 ; 14,11-15,14 ; 15,22-16,15 ; 20,23-25 ; 20,28-30 ; 21,20-fin.

## Texto

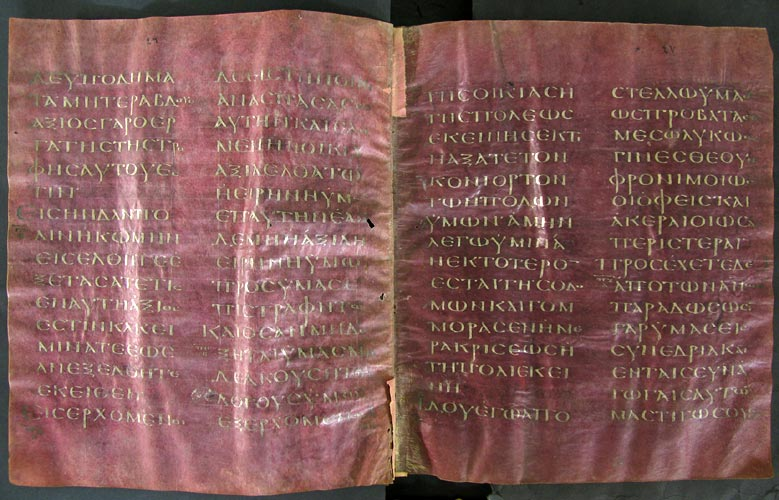
Mateus 10,10-17

O texto grego desse codex é um representante do Texto-tipo Bizantino. Aland colocou-o entre a Categoria V.
Os textos de Lucas 22,43-44, e João 7,53–8,11 são omissos.

## História
Foi desmembrado por cruzados antes do 12o século.
Actualmente acha-se no Biblioteca Nacional da Rússia (Gr. 537).

## Literatura
- Constantin von Tischendorf, „Monumenta sacra inedita“ (Leipzig, 1846), pp. 15–24.
- S. P. Tregelles, "An Introduction to the Critical study and Knowledge of the Holy Scriptures", London 1856, pp. 177–178.
- F. H. A. Scrivener, A Full and Exact Collation of About 20 Greek Manuscripts of the Holy Gospels (Cambridge and London, 1852), p. XL. (as j)
- Louis Duchesne, Archives des missions scientifiques et littéraires (Parigi, 1876), vol. 3, pp. 386–419.
- H. S. Cronin, "Codex Purpureus Petropolitanus. The text of Codex N of the gospels edited with an introduction and an appendix", T & S, vol. 5, no. 4 (Cambridge, 1899).
- C. R. Gregory, "Textkritik des Neuen Testaments", Leipzig 1900, vol. 1, pp. 56–59.
- S. Rypins, Two Inedited Leaves of Codex N, JBL Vol. 75, No. 1 (Mar. 1956), pp. 27–39.